# Wulfwenstierna
Wulfwenstierna är en svensk adlig ätt från Västergötland, som härstammar från ryttaren, 1678 ryttmästaren Johan Wulf (död 1708), som 1681 adlades med namnet Wulfwenstierna. Med hans son Jonas Wulfwenstierna utgick ätten 1762 på svärdssidan.

## Medlemmar av ätten
- Jonas Wulfwenstierna (1681–1762), ämbetsman, friherre
- Johan Wulfwenstierna (1711–1758), ämbetsman
- Gustaf Wulfwenstierna (1714–1758), diplomat